# David Hillier
David Hillier (Londra, 19 dicembre 1969) è un ex calciatore inglese, di ruolo centrocampista.

## Palmarès

### Club

#### Competizioni nazionali
- Campionato inglese: 1

Arsenal: 1990-1991
- Charity Shield: 1

Arsenal: 1991
- Coppa d'Inghilterra: 1

Arsenal: 1992-1993
- Coppa di Lega inglese: 1

Arsenal: 1992-1993

#### Competizioni internazionali
- Coppa delle Coppe: 1

Arsenal: 1993-1994